# Coelana modesta
Coelana modesta är en insektsart som beskrevs av Baker 1898. Coelana modesta ingår i släktet Coelana och familjen dvärgstritar. Inga underarter finns listade i Catalogue of Life.